# چرخ (دوچرخه)

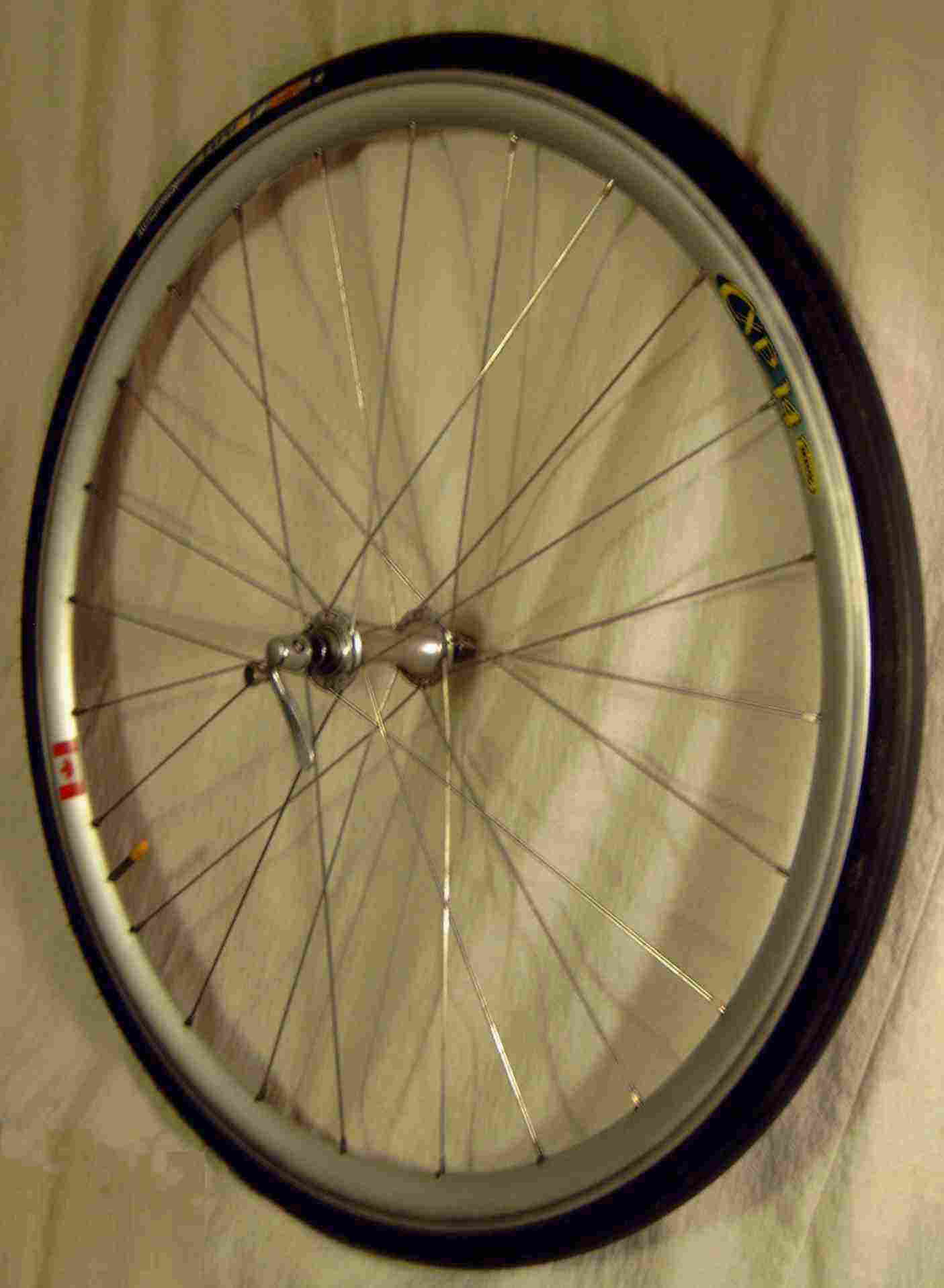
چرخ جلو از یک دوچرخۀ مسابقه‌ای

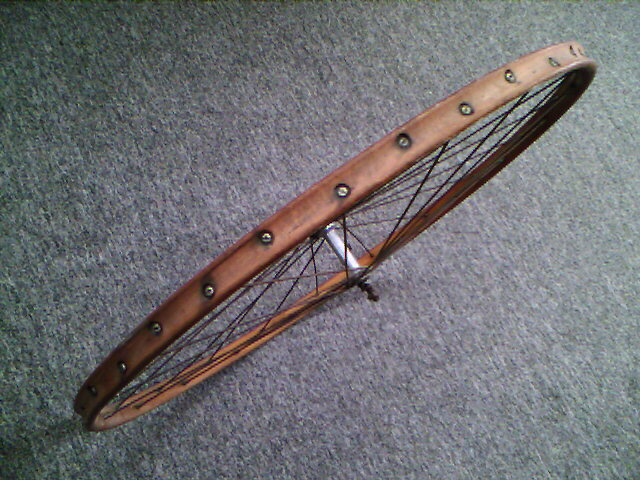
چرخ دوچرخه با رینگ چوبی

چرخ دوچرخه یک چرخ است که معمولاً یک چرخ پره‌ای است که برای دوچرخه طراحی شده‌ است. یک جفت معمولاً مجموعه چرخ‌ها نامیده می‌شود، به‌ویژه در زمینه چرخ‌های آماده «خارج از قفسه» عملکرد محور.
چرخ‌های دوچرخه معمولاً به گونه‌ای طراحی می‌شوند که از طریق شکاف‌های انتهای دوشاخ در بدنه و دوشاخ قرار بگیرند و لاستیک‌های دوچرخه را نگه دارند.

## اختراع
اولین چرخی که از کشش در پره‌های فلزی استفاده کرد توسط سِر جورج کیلی برای دستیابی به سبُکی در گلایدر خود در سال ۱۸۵۳ میلادی اختراع شد.

## ساختار
اولین چرخ‌های دوچرخه از سنت‌های کالسکه‌سازی پیروی می‌کردند: یک توپی چوبی، یک محور فولادی ثابت (بلبرینگ‌ها در انتهای دوشاخه قرار داشتند)، پره‌های چوبی و یک لاستیک آهنی نصب‌شده. یک چرخ معمولی مدرن دارای یک توپی فلزی، پره‌های کششی سیم و یک لبۀ فلزی یا فیبر کربنی است که یک تایر لاستیکی پنوماتیک را نگه می‌دارد.

### هاب
هاب قسمت مرکزی چرخ دوچرخه است. از یک محور، بلبرینگ و پوستۀ توپی تشکیل شده‌ است. پوستۀ هاب معمولاً دارای دو فلنج فلزی ماشینکاری شده‌ است که می‌توان پره‌ها را به آن‌ها وصل کرد. پوستۀ هاب می‌تواند یک تکه با کارتریج فشرده یا بلبرینگ آزاد باشد یا در مورد طرح‌های قدیمی‌تر، فلنج‌ها ممکن است به پوستۀ هاب جداگانه چسبانده شوند.

هاب آزاد در مقابل توپی چرخ آزاد

میل توپ (محور) دوچرخه که با نام انگلیسی اکسل (Axle) شناخته می‌شود میله‌ای است که در داخل توپی‌های جلو و عقب دوچرخه که با نام انگلیسی هاب (Hub) است قرار دارد. میل توپ از دو طرف در داخل بلبرینگ‌ها توپی قرار دارد که باعث میشود آزادنه چرخش روان داشته باشد.میل توپ از مواردی است که در زمان سرویس دوچرخه لازم است بررسی شود شارهای وارده در زمان دوچرخه سواری آن را دچار انحنا می‌کند که این موضوع باعث می شود بلبرینگ ها و گیوهای توپی به سرعت خراب شوند.